# Período de Uruk
El período de Uruk es un período arqueológico de la historia de Mesopotamia comprendido entre el 3800 a. C. y el 3200 a. C., en el último milenio del Calcolítico en la región. Algunos autores incluyen como una etapa final de este período al siguiente, el Yemdet Nasr.
Los hallazgos más importantes de esta etapa se centran en Uruk, un poblamiento situado a pocos kilómetros de El Obeid, en el curso bajo del Éufrates, que dará nombre al período. La cultura Uruk tuvo su centro en la zona sur de Mesopotamia, pero sus rasgos se extendieron por todo el Oriente Próximo asiático. Así, se encuentran muestras en el norte de Siria, Turquía o Susa, en el actual Irán.
Las principales características de este período son la aparición del sello cilíndrico, lo monumental de su arquitectura, los rasgos de su cerámica y la aparición de la escritura. Otros avances fueron la invención de la rueda y su primera aplicación fuera del transporte, el torno de alfarero. Al final del período se empezó a utilizar el bronce, producido a base de cobre y arsénico o estaño.

## Historia

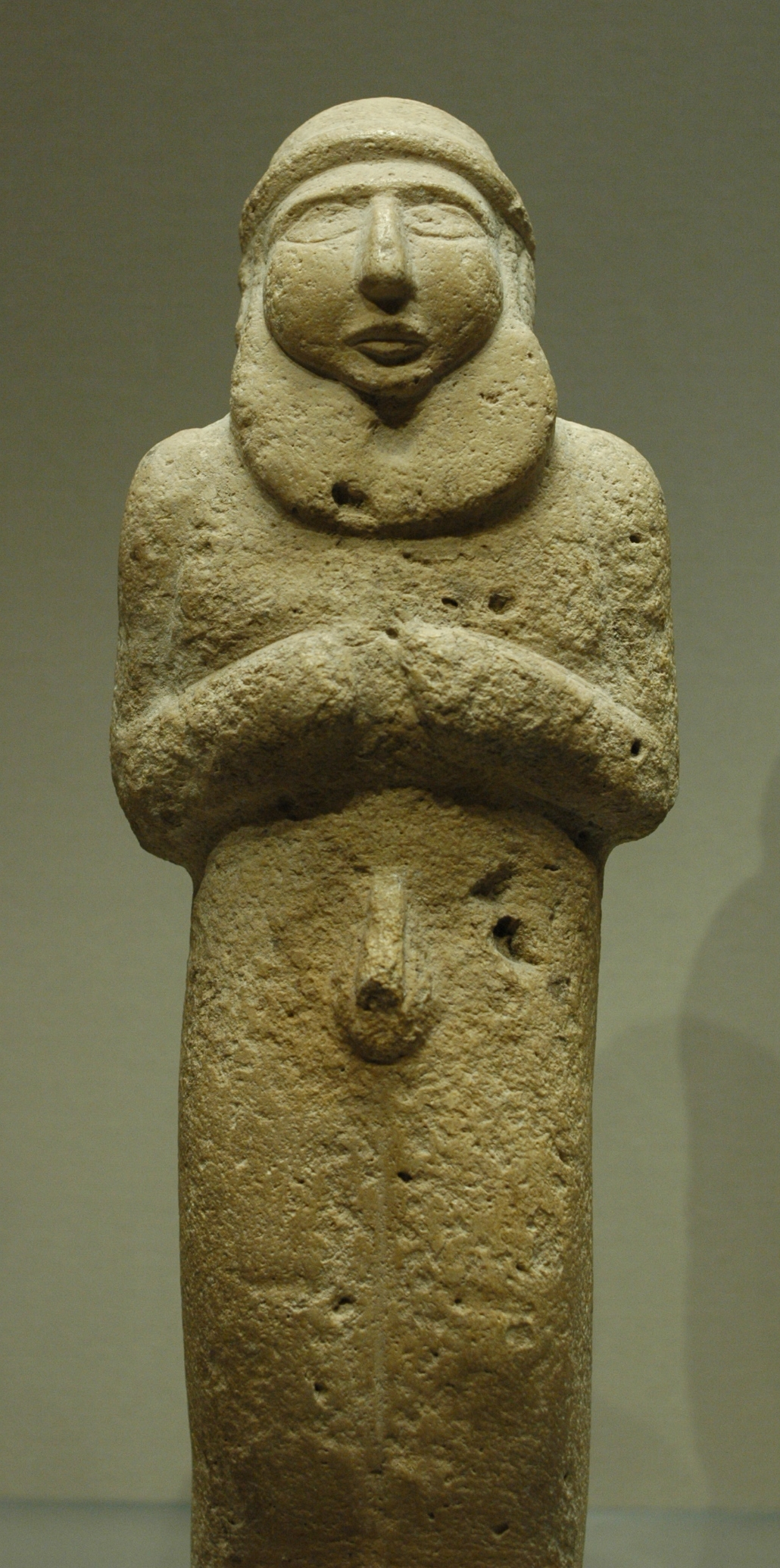
Estatuilla de un hombre con barba en piedra caliza, perteneciente al período de Uruk, hacia el 3300 a. C. Actualmente en el museo del Louvre de París.

Los primeros restos de Uruk se remontan al período de El Obeid, tras el cual, se produce un período de transición (niveles XVI - X) que llega hasta el 3800 a. C., cuando se produce el desarrollo de una nueva cultura. Esta nueva etapa ha sido denominada período de Uruk.
Se han barajado diversas hipótesis acerca del florecimiento de esta cultura. Según algunos arqueólogos la Baja Mesopotamia había estado sumergida durante gran parte de la Edad de Cobre. Hacia el IV milenio a. C., los cambios climáticos habrían provocado la bajada del nivel del mar, dejando disponible una gran extensión de tierra anormalmente fértil. En estas circunstancias, los nuevos pobladores necesitaban mucho menos terreno para satisfacer sus necesidades, lo cual explicarían el gran número de habitantes que llegó a tener la zona. Esta mayor densidad habría obligado a los pobladores a dotarse de reglas y sistemas sociales que permitiesen la convivencia. Otros antropólogos han sugerido que un gran desarrollo de la ciudad de Uruk habría permitido a esta el control de una gran extensión de terreno a base de colonizar emplazamientos periféricos y del desarrollo de una fuerza militar.
En la epopeya mitológica de Gilgamesh, penúltimo rey de Uruk, su rival y luego amigo Enkidu dice, refiriéndose a sus orígenes:

"Yo gritaré en Uruk: ¡Heme aquí el fuerte!
Heme aquí, yo cambio los destinos,
el nacido en la estepa es fuerte ¡De él es la fuerza!”

## Sociedad
Se han planteado varias hipótesis sobre la posible organización de un entramado cultural tan amplio como el que se vivió en el período Uruk. Generalmente se asume que en los enclaves centrales la sociedad estaba estratificada, situándose a la cabeza el ensi, o en, quien habría tenido poderes políticos y religiosos. Sin embargo, otros autores han defendido la hipótesis de que la sociedad estaba organizada de forma esencialmente igualitaria, siendo los dirigentes poco más que administradores de los bienes comunes, sin ningún privilegio más allá del prestigio de su cargo. Esto coincidiría con el hecho de que las ciudades del período Uruk no muestran características de jerarquización: no existen viviendas de un estatus superior a otras y no se han encontrado joyas o fortunas privadas. Según estos autores la relación entre la periferia cultural y las ciudades de la Baja Mesopotamia se habría realizado en términos de relativa igualdad económica.
Otros autores han planteado la existencia de un Estado centralizado que controlaba en parte la actividad económica de la población mediante algún tipo de regulación. Así, este Estado recaudaría mediante tributos parte de los bienes obtenidos por el trabajo de las unidades familiares.

## Arquitectura
La arquitectura es uno de los rasgos más característicos del período Uruk ya que en este período rompe completamente con el estilo de períodos anteriores, en los que había predominado el uso del adobe. Con la cultura Uruk se experimentó con nuevos materiales y formas, como el uso de la piedra caliza y la decoración con mosaicos. No se conoce qué motivó la transición hacia estos nuevos métodos constructivos, significativamente más caros: la piedra caliza debía ser transportada en pesados bloques desde la cantera hasta la obra y los mosaicos debían ser elaborados a mano en grandes cantidades.
Destaca un ritual de construcción por el cual, cuando un gran edificio debía ser remplazado, se rellenaba de material y se sepultaba elevando el terreno. A continuación, el nuevo edificio se levantaba sobre el montículo resultante.

## Escritura

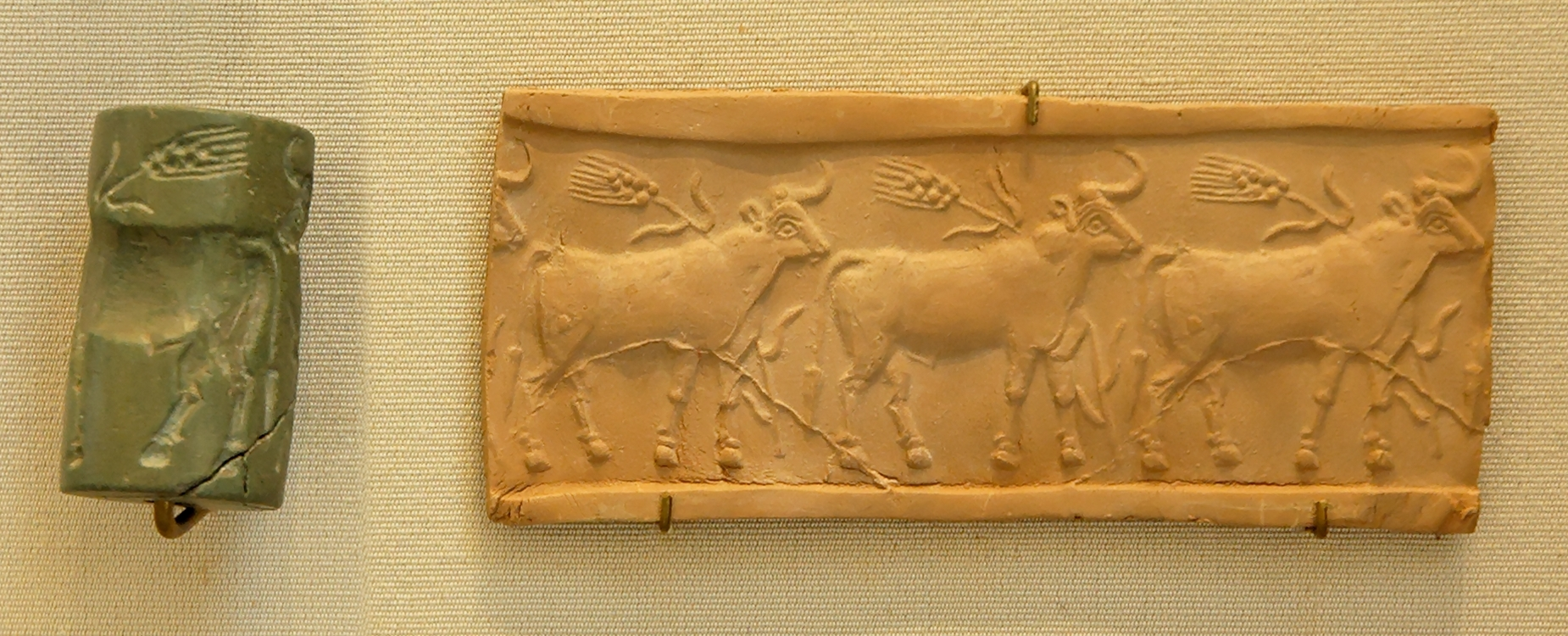
Sello cilíndrico e impresión: grupo de ganado en un campo de trigo. Caliza, Mesopotamia, período de Uruk. El sello cilíndrico estaba formado por una piedra u otro objeto de material duro de forma cilíndrica en el cual se tallaban motivos decorativos. Este sello podía hacerse rodar sobre ladrillos de arcilla aún blandos, grabando así sus motivos en ellos. Museo del Louvre, Department of Oriental Antiquities.

El período de Uruk vio el nacimiento de la escritura pictográfica en Mesopotamia, la cual se utilizó exclusivamente para asuntos administrativos y de contabilidad.
Desde el período de El Obeid se habían utilizado sellos de estampar para marcar el origen y el contenido de las distintas mercancías. La forma de estos primeros sellos era plana, con la inscripción en relieve en una de las caras. Hacia finales del período de Uruk los sellos se transforman, adquiriendo una forma de tubo sobre cuya superficie se realizaban las inscripciones. De este modo el texto se imprimía haciendo rodar el objeto sobre el material fresco. A este tipo de sello se le denomina sello cilíndrico. En el período de Uruk los relieves de los sellos incluían dibujos de animales y escenas de oficios, no siempre relacionados con la mercancía que marcaban.
Otro medio en el que se han hallado inscripciones es en tablillas de arcilla que se utilizaban para contabilizar el movimiento de mercancías. Los símbolos que contenían eran bien numéricos, bien representativos de los funcionarios e instituciones. El tipo de mercancía se conocía a través del sistema numérico utilizado, que era distinto para cada una de ellas. La escritura en arcilla blanda debía ser complicada, especialmente cuando se trataba de representar líneas curvas. Esto hizo que los trazos se fuesen linealizando, alejándose cada vez más del objeto representado y volviéndose más conceptuales.
En el nivel III, ya perteneciente al siguiente período, hay muestras de los primeros escritos siguiendo un sistema fonético. El idioma que representan es sumerio, por lo que es posible que ya en el nivel IV esta fuese la lengua empleada.

## La rueda
La invención de la rueda en Mesopotamia se sitúa hacia finales del período de Uruk. Antes de ella el medio de transporte más utilizado fue probablemente el barco, que siguió jugando un papel predominante después de su invención. El transporte terrestre se realizaba mediante tracción animal, ya fuese humana, o procedente de bueyes y burros, los cuales ya habían sido domesticados. No se tiene constancia del uso de rodillos previos a la invención de la rueda, siendo posible que esta se inventase directamente.
Aparte del transporte, una de las aplicaciones más destacables de la rueda fue la invención del torno. En sus primeros usos consistía simplemente en una rueda sobre la que se colocaba la pieza cerámica, permitiendo su giro. Pero el verdadero nacimiento del torno de alfarero se produjo con la invención de un sistema que permitía el girado de esta rueda mediante el movimiento de los pies, lo cual se consiguió hacia el año 3000 a. C., ya en el siguiente período.